# 马苏埃科
马苏埃科，是西班牙卡斯蒂利亚-莱昂萨拉曼卡省的一个市镇。 总面积20平方公里，总人口445人（2001年），人口密度22人/平方公里。